# Pointe de l'Accul
La pointe de l'Accul est un cap de Guadeloupe sur la commune de Sainte-Anne.

## Géographie
Il se situe à l'est de l'anse à Éblain qu'il sépare de l'anse Bourdel.

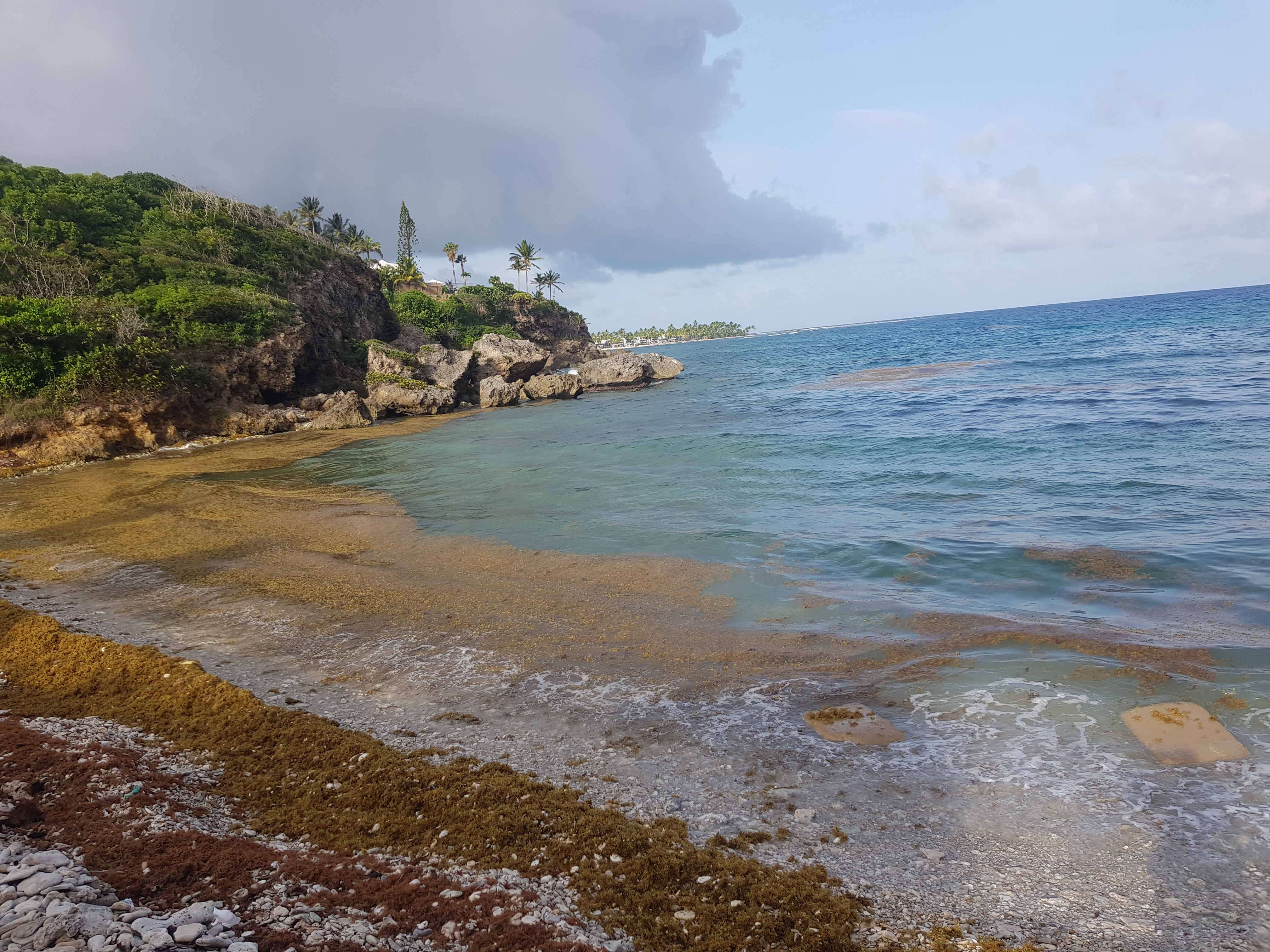
Anse à Éblain et pointe de l'Accul.
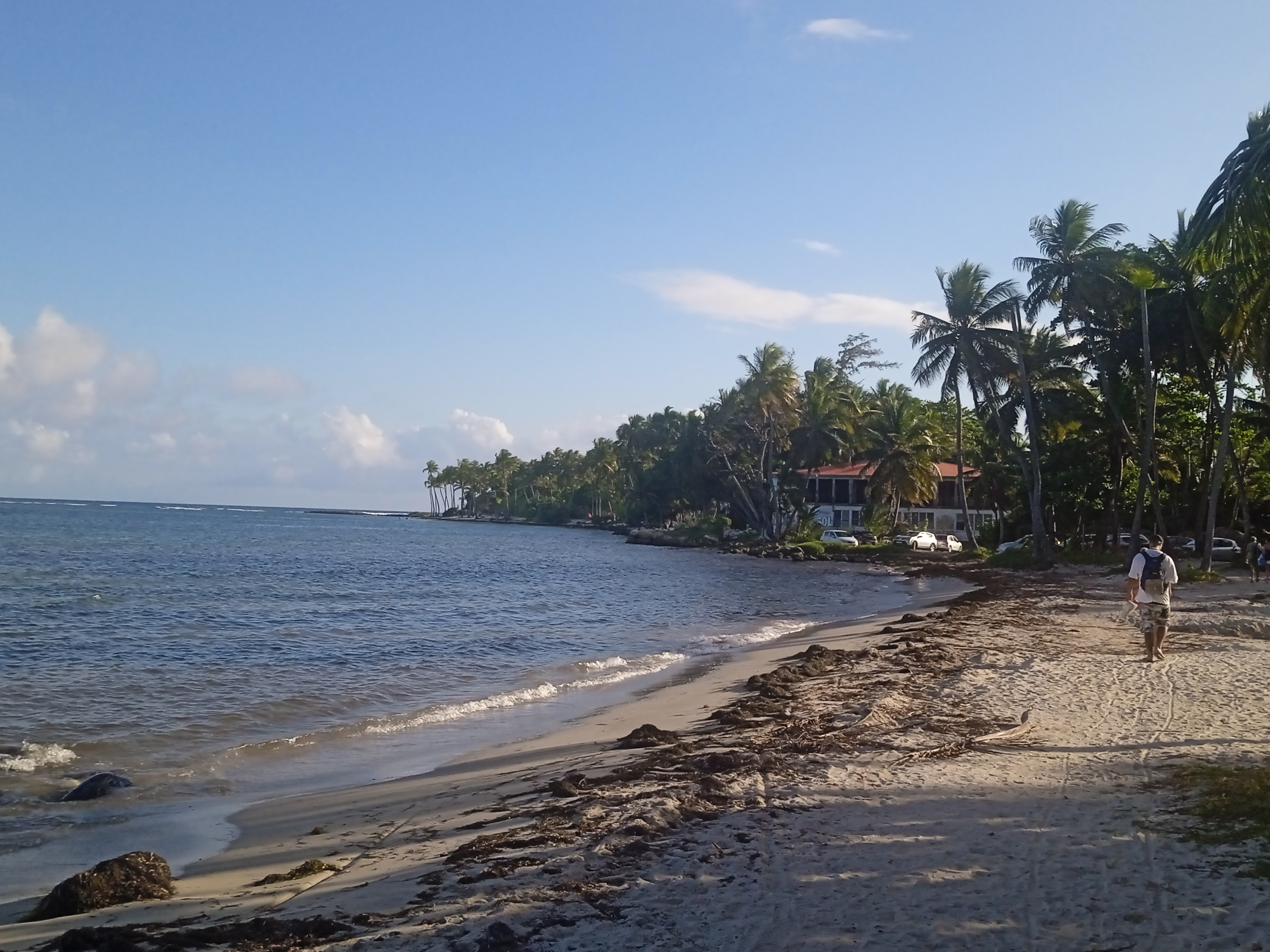
Étang Baghio et pointe de l'Accul.